# Daeso de Buyeo
Daeso (대소 帶, 帶 帶 王) (60 aC - 22 dC), (gobernó del 7 aC-22 dC) fue el tercer gobernante del antiguo reino coreano de Dongbuyeo. Daeso fue el primer hijo de Geumwa de Buyeo anterior, y el nieto del fundador y primer gobernante de Dongbuyeo, Haemosu de Buyeo. Daeso fue el primer príncipe de Dongbuyeo, su padre lo nombró Príncipe Heredero. El rey Geumwa murió años más el 7 a. C. Daeso subió al trono y se convirtió en rey de Dongbuyeo.

## Guerra con Goguryeo
Daeso reunió suficiente poder militar para atacar a Goguryeo. Antes de atacar, sin embargo, envió un emisario al Rey Yuri de Goguryeo, ordenándole que enviara un rehén real a Dongbuyeo. Goguryeo rechazó la orden e hizo que la primera guerra de Goguryeo-Dongbuyeo ocurriera en el 6 d. C. Daeso dirigió directamente a un ejército de 50,000 hombres a Goguryeo, pero se vio obligado a retirarse cuando comenzó a nevar. Con esto, Daeso tendría que esperar siete años para recuperar lo que había perdido en la primera guerra con Goguryeo. Luego, en 13 dC, Daeso condujo sus ejércitos a Goguryeo una vez más. Esta vez, Muhyul, un príncipe de Goguryeo, lideró los ejércitos de Goguryeo en una emboscada bien planificada y masacró a todo el ejército de Daeso. Solo él y algunos de sus hombres escaparon de casa. Con estos dos fracasos, la economía de Dongbuyeo cayó y el caos fue inevitable.
Después de la muerte del Rey Yuri de Goguryeo, el Príncipe Heredero Muhyul subió al trono para convertirse en el Rey Daemusin. El Rey Daemusin lideró un ejército e invadió Dongbuyeo, finalmente mató a Daeso, pero no destruyó a Dongbuyeo. El año fue 21 DC, casi siete años después de la derrota previa de Daeso. Después de la muerte de Daeso, Dongbuyeo cayó, el tercer hijo del Rey Yuri subió al trono y su territorio fue absorbido por Goguryeo.